# علامة جنوب غرب أفريقيا الألمانية
وهي عملة جنوب غرب أفريقيا الألمانية بين عامي ١٨٨٥ و١٩١٥. وحتى عام ١٩١٤، ظلّ المارك الألماني متداولاً. بعد أيام من اندلاع الحرب العالمية الأولى، سُمح بإصدار عملة ورقية تحمل اسم المارك الألماني الجنوبي الغربي الأفريقي بفئات ٥ و١٠ و٢٠ و٥٠ و١٠٠ مارك.

## تاريخ
بين عامي 1884 و1901، كانت العملة الرئيسية المتداولة في جنوب غرب أفريقيا الألمانية هي الجنيه الإسترليني البريطاني. ومع ذلك، بدأ تداول المارك الألماني في المنطقة عام 1885، ليشكل تدريجيًا بديلاً للعملة البريطانية. وفي عام 1893، حُدد سعر صرف الجنيه الإسترليني الواحد بـ20 ماركًا ألمانيًا. وعلى الرغم من أن الجنيه الإسترليني كان يحتوي على 7.3224 غرام من الذهب، مقابل 7.168 غرام فقط لعشرين ماركًا، إلا أن قانون جريشام، الذي ينص على أن "العملة الرديئة تطرد الجيدة"، أدى إلى تراجع استخدام الجنيه لصالح المارك.
بحلول عام 1901، أصبح المارك الألماني العملة الرسمية في جنوب غرب أفريقيا الألمانية، مما أدى إلى إلغاء فئات 5 و20 مارك التي كانت تُستخدم محليًا، رغم أنها ظلت متداولة في العاصمة حتى عام 1907. وفي عام 1923، أُلغيت هذه العملات بالكامل.
مع اندلاع الحرب العالمية الأولى، لجأت السلطات إلى إصدار أوراق نقدية على هيئة قسائم، واستُخدمت حتى احتلال جنوب أفريقيا للمنطقة عام 1915، حيث أعيد اعتماد الجنيه الإسترليني كعملة رسمية. بين عامي 1916 و1918، أصدرت غرفة تجارة ويندهوك قسائم نقدية (غوتشيني) مقومة بالفينيغ والمارك لتسهيل التعاملات التجارية المحلية.

## الأوراق النقدية في عام 1914
عندما بدأت الحرب العالمية الأولى في استخدام الأوراق النقدية ذات القسائم النقدية، كانت مقسمة إلى خمس فئات، 5، 10، 20، 50، و100 مارك.